# MTV Video Music Awards 2004
De MTV Video Music Awards werden in 2004 uitgereikt op zondag 29 augustus, te Miami. Jay-Z en Outkast waren met ieder vier prijzen de grote winnaars. No Doubt en Usher wonnen er ieder twee.

## Winnaars
- Beste video: Outkast (Hey ya)
- Beste video (man): Usher, Lil' Jon en Ludacris (Yeah)
- Beste video (vrouw): Beyonce (Naughty girl)
- Beste video (band): No Doubt (It's my life)
- Beste rapvideo: Jay-Z (99 problems)
- Beste R&B-video: Alicia Keys (If I ain't got you)
- Beste hiphopvideo: Outkast (Hey ya)
- Beste dans in video: Usher, Lil' Jon en Ludacris (Yeah)
- Beste rockvideo: Jet (Are you gonna be my girl?)
- Beste popvideo: No Doubt (It's my life)
- Beste nieuwe artiest: Maroon 5 (This love)
- MTV2 award: Yellowcard (Ocean avenue)
- Publieksprijs: Linkin Park ("Breaking the Habit")
- Doorbraakvideo: Franz Ferdinand (Take me out)
- Beste regie: Jay-Z (99 problems)
- Beste choreografie: The Black Eyed Peas (Hey mama)
- Beste special effects: Outkast (Hey ya)
- Meeste artistieke waarde: Outkast (Hey ya)
- Beste bewerking: Jay-Z (99 problems)
- Beste cinematografie: Jay-Z (99 problems)
- Beste soundtrack van een videospel: Tony Hawk's Underground